# Lisivșciîna, Jîtomîr
Lisivșciîna (în ucraineană Лісівщина) este un sat în comuna Turoveț din raionul Jîtomîr, regiunea Jîtomîr, Ucraina.

## Demografie
Componența lingvistică a localității Lisivșciîna
     Ucraineană (100%)
Conform recensământului din 2001, toată populația localității Lisivșciîna era vorbitoare de ucraineană (100%).